# Eulophia subulata
Eulophia subulata är en orkidéart som beskrevs av Alfred Barton Rendle. Eulophia subulata ingår i släktet Eulophia och familjen orkidéer. Inga underarter finns listade i Catalogue of Life.